# John Gilroy
John Gilroy (* 24. Juni 1959 in Santa Monica, Kalifornien) ist ein US-amerikanischer Filmeditor.

## Leben
Gilroy ist der Zwillingsbruder von Dan Gilroy, der u. a. auch als Drehbuchautor tätig ist. Ihr älterer Bruder ist Tony Gilroy, der ebenfalls im Filmgeschäft aktiv ist. Damit stehen sie alle drei in der Tradition ihres Vaters Frank D. Gilroy, der mehrmals Regie führte und zahlreiche Drehbücher verfasste. Die Brüder arbeiten auch bei einigen ihrer Projekte eng zusammen.
Gilroy war ab Mitte der 1980er Jahre als Schnittassistent tätig. Seine erste eigenständige Produktion als Filmeditor war Ein Scheusal von Millionär aus dem Jahr 1989. Er war bei mehr als 20 weiteren Produktionen für den Filmschnitt verantwortlich.
2008 war er für seine Arbeit an Michael Clayton in der Kategorie Bester Schnitt bei den British Academy Film Awards 2008 nominiert. 2013 folgte eine Nominierung für den Saturn Award für den besten Schnitt.

## Filmografie (Auswahl)
- 1989: Ein Scheusal von Millionär (The Luckiest Man in the World)
- 1995: Billy Madison – Ein Chaot zum Verlieben (Billy Madison)
- 1999: Tumbleweeds
- 2002: Ticker (Kurzfilm)
- 2002: Narc
- 2004: Miracle – Das Wunder von Lake Placid (The Miracle)
- 2004: Suspect Zero – Im Auge des Mörders (Suspect Zero)
- 2005: Liebe ist Nervensache (Trust the Man)
- 2007: Michael Clayton
- 2008: Das Gesetz der Ehre (Pride and Glory)
- 2009: Duplicity – Gemeinsame Geheimsache (Duplicity)
- 2010: Salt
- 2011: Warrior
- 2012: Das Bourne Vermächtnis (The Bourne Legacy)
- 2013: Pacific Rim
- 2014: Nightcrawler – Jede Nacht hat ihren Preis (Nightcrawler)
- 2016: Suicide Squad
- 2016: Rogue One: A Star Wars Story
- 2017: Roman J. Israel, Esq. – Die Wahrheit und nichts als die Wahrheit (Roman J. Israel, Esq.)
- 2019: Die Kunst des toten Mannes (Velvet Buzzsaw)
- 2022–2025: Andor (Fernsehserie)